# Valgejõgi
Valgejõgi är ett 85 km långt vattendrag i Estland. Dess källa ligger i Pandivere högland i landskapet Lääne-Virumaa och dess mynning är i bukten Hara laht i Finska viken, vid staden Loksa i Harjumaa. Den rinner genom sjön Porkuni järv och staden Tapa.  
Inlandsklimat råder i trakten. Årsmedeltemperaturen i trakten är 3 °C. Den varmaste månaden är juli, då medeltemperaturen är 18 °C, och den kallaste är januari, med −11 °C.

## Externa länkar

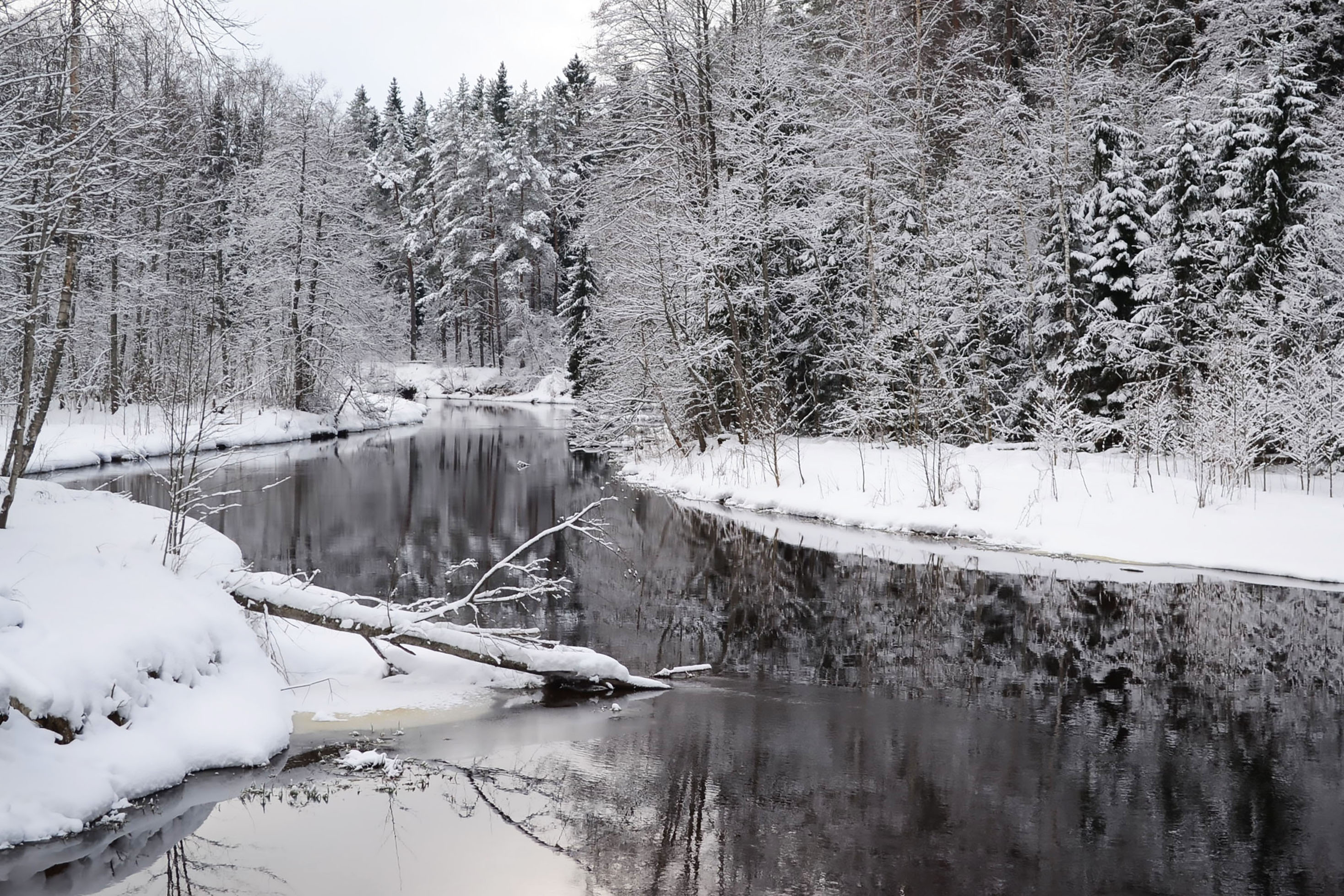
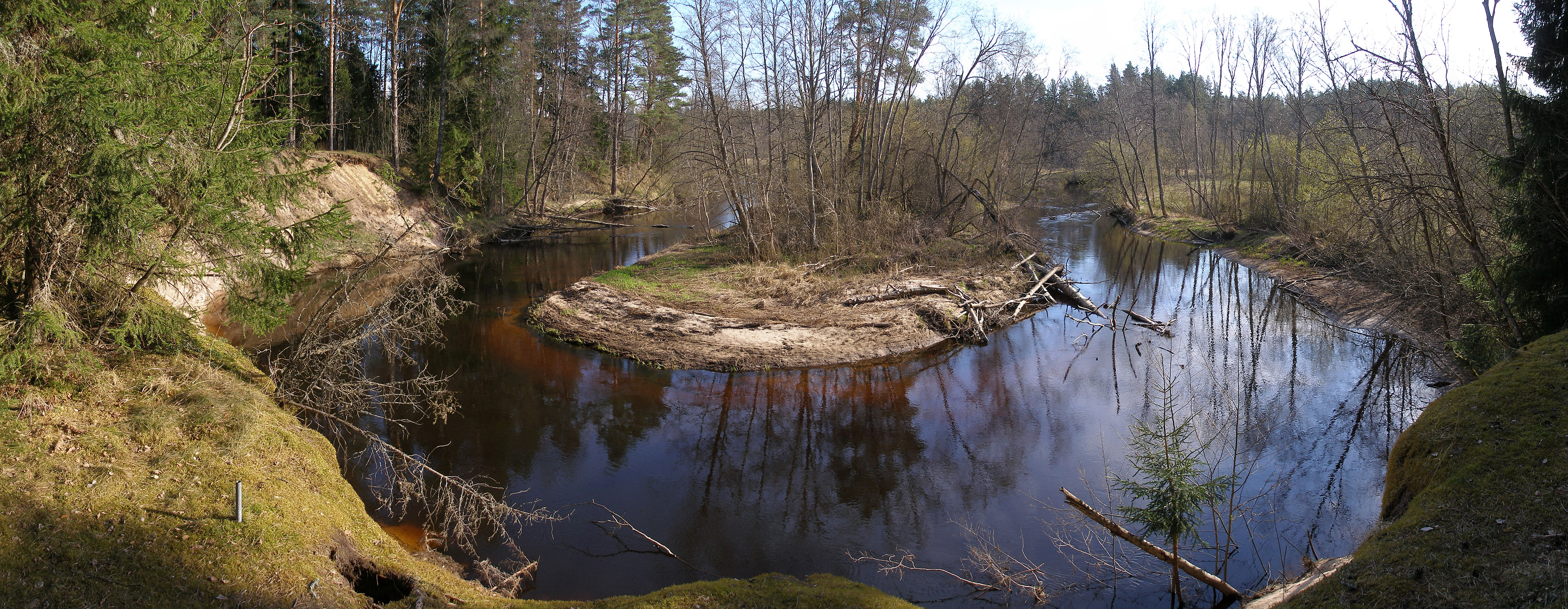
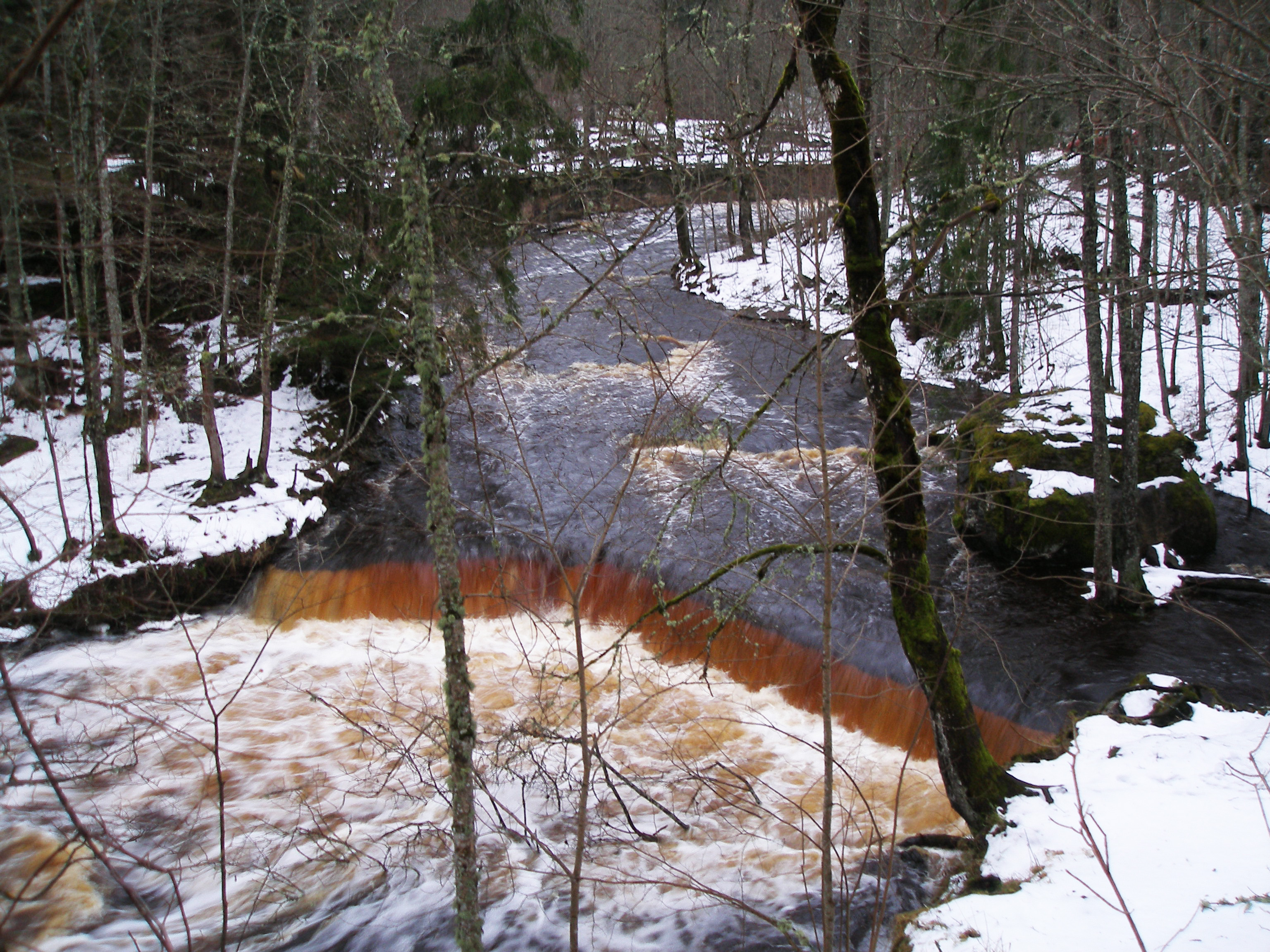
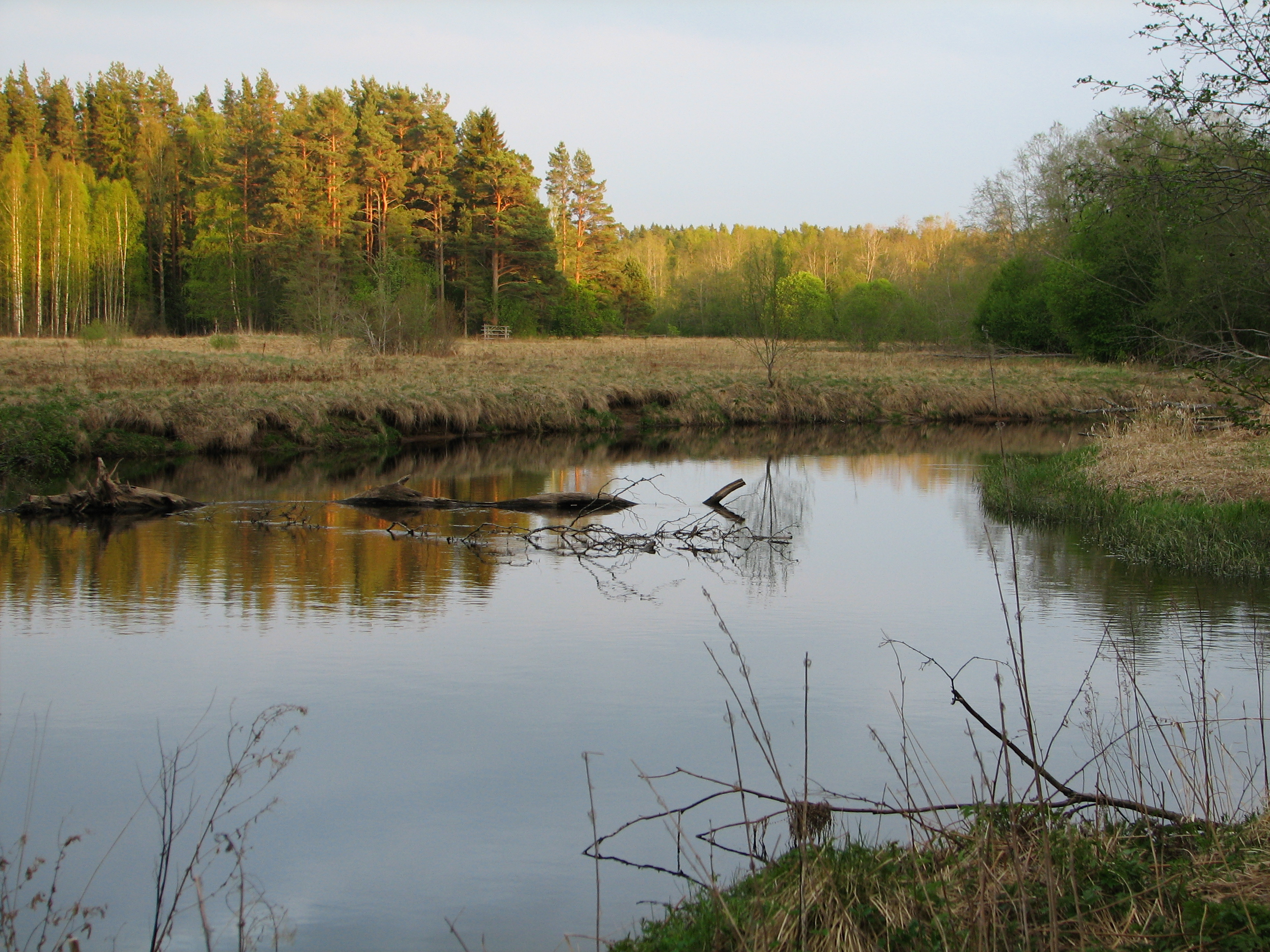
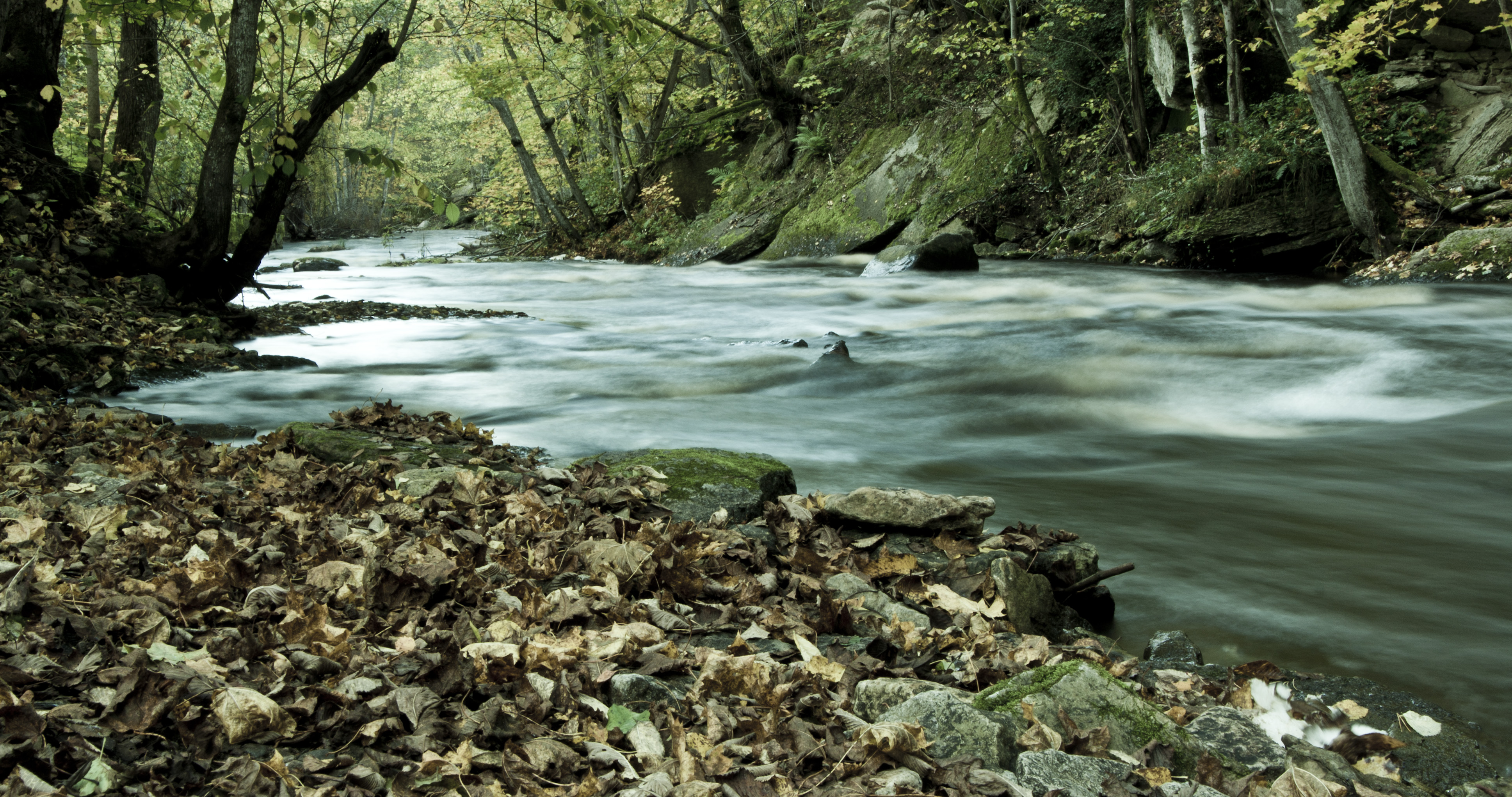
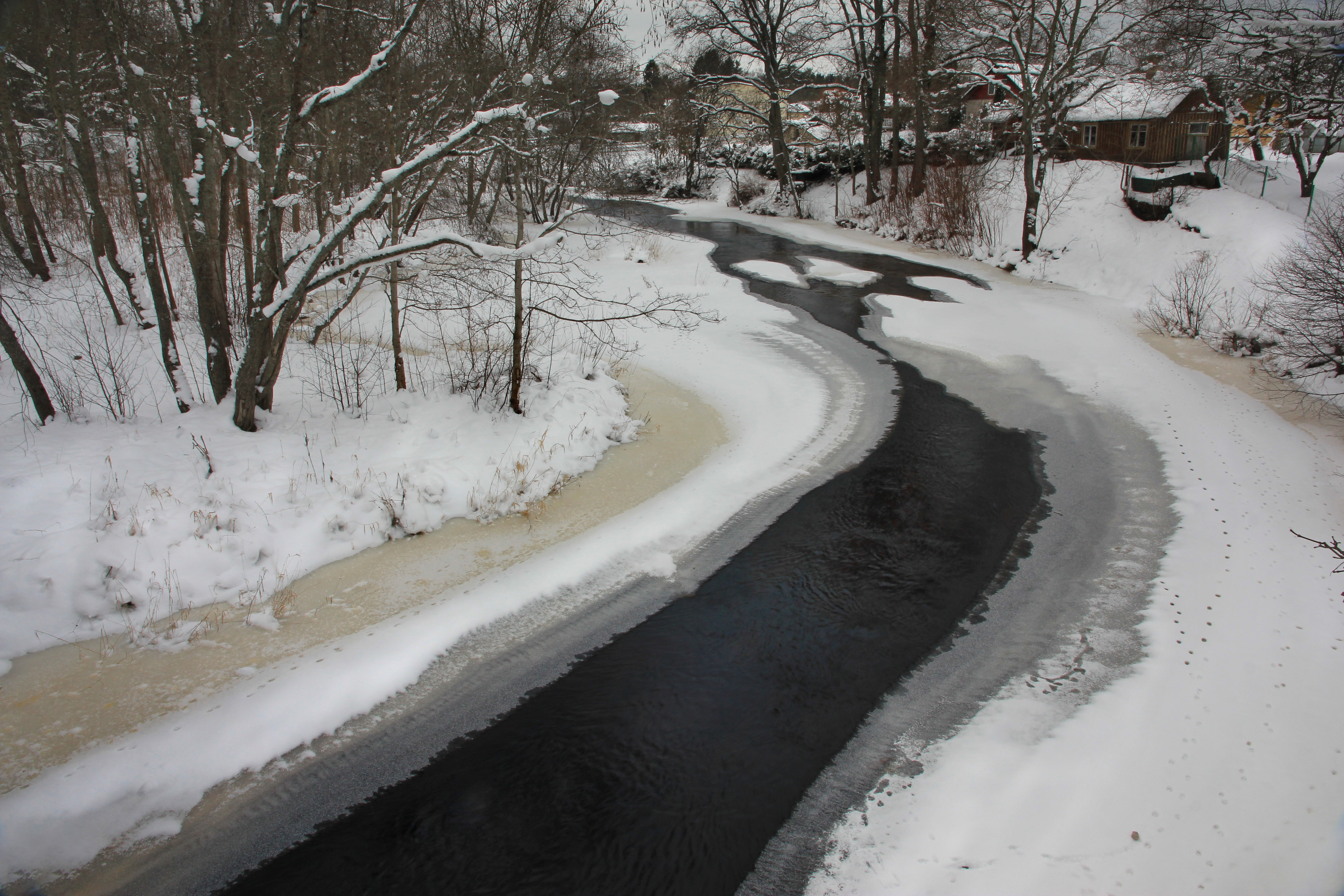